# المليحة (ريف دمشق)
المليحة مدينة وناحية إدارية في منطقة مركز ريف دمشق في محافظة ريف دمشق. بلغ عدد سكانها 23,034 نسمة عام 2004.